# Флейтист (картина Мане)
«Флейтист» — картина Эдуара Мане, написанная в 1866 году.
Во время путешествия по Испании в 1865 году, Мане посетил Прадо, познакомившись с работами Диего Веласкеса, произведшими на него большое впечатление. В письме Анри Фантен-Латуру Мане писал о портрете Пабло де Вальядолида: «Пожалуй, самая удивительная из всех картин — это портрет известного актёра времён Филиппа IV. Фон в ней исчезает, и остаётся лишь воздух вокруг человека». Вернувшись во Францию, художник приступил к работе над картиной, изображающей полкового флейтиста в униформе испанской армии на нейтральном фоне.
Подражая Веласкесу, Мане придал фону небольшую глубину с еле различимым переходом вертикальной плоскости в горизонтальную. Согласно искусствоведу Петеру Хайнцу Файсту этим он продемонстрировал красоту «декоративного эффекта крупной одиночной фигуры с подчёркнутым контуром на фоновой поверхности». Персонаж, выполненный в технике импасто с ограниченной палитрой и резко контрастирующий с монохромным фоном картины, выглядит реалистичным, выразительным и полным жизненной силы. Влияние Веласкеса также проявилось в выборе персонажа — им стал юный музыкант оркестра Императорской гвардии «с повадками испанского гранда», которого прислал майор Ипполит Лежон, знакомый Мане. Леон Леенхофф и Викторина Мёран, сходство с которыми заметно в лице и фигуре мальчика, также могли служить натурщиками при создании картины.
Картина, названная «Флейтист», была отклонена жюри Салона 1866 года. Возмущённый решением судей Эмиль Золя, один из первых почитателей таланта Мане, опубликовал в газете «Эвенман» ряд хвалебных статей о реалистичности и актуальности его живописи, где в частности писал, что из всех картин художника предпочитает именно эту:
На сером светящемся фоне выступает фигура юного музыканта в будничной форме — красные брюки и пилотка; он играет, стоя лицом к зрителю. Выше я сказал, что таланту г-на Мане присущи простота и точность, и сказал я это именно по впечатлению, которое осталось у меня от этого полотна. Не думаю, чтобы кому-нибудь удалось достигнуть большего эффекта при помощи столь несложных средств.
По примеру Гюстава Курбе художник на собственные средства устроил показ своих работ рядом со Всемирной выставкой 1867 года, включая «Флейтиста», высмеянного массовой прессой за необычное художественное оформление с отсутствующим фоном.
В 1872 году «Флейтиста» приобрёл Поль Дюран-Рюэль. С 1873 по 1893 год картина принадлежала композитору Жан-Батисту Фору, приятелю Мане, после чего вновь оказалась в собственности Дюран-Рюэля. Последним частным владельцем «Флейтиста» был граф Исаак де Камондо, после смерти которого в 1911 году она согласно завещанию перешла в собственность французского правительства. С 1914 по 1947 год картина экспонировалась в Лувре, после чего была перемещена в галерею Жё-де-Пом вместе с другими произведениями импрессионистов и постимпрессионистов. В 1983 году картина была включена в состав крупной ретроспективы работ Мане, проводившейся в Большом дворце к 100-летию со дня смерти живописца. С 1986 года и по сей день хранится в 14 зале музея Орсе.